# Дальняя Полубянка
Дальняя Полубянка — село в Острогожском районе Воронежской области России.
Административный центр Дальнеполубянского сельского поселения.

## География
В селе имеются улицы:
- ул. Меловая
- ул. Мирный
- ул. Михнова
- ул. Молодежная
- ул. Московская
- ул. Садовая
- ул. Школьная

## История
Дальняя Полубянка возникла в первой половине XVIII века на речке Лубянке Дальней, получив от неё своё название. Основателями поселения были выходцы из Острогожска и окружающих его мест. Согласно ведомости о жителях Острогожского уезда, составленной в 1773 году, население Дальней Полубянки составляло 82 человека, в том числе 43 мужчины и 39 женщин. В 1861 году стала именоваться слободой и к этому времени здесь было 120 дворов, в которых жило 665 человек. Некоторое время слобода была центром одноименной волости. В конце XIX века центр волости был перенесен в село Гнилое, и Дальняя Полубянка стала рядовой слободой волости.
В селе имеется церковь Вознесения Господня, построенная в 1898 году.

## Население
| 1859 | 1897 | 2000 | 2005 | 2010 |
| ---- | ---- | ---- | ---- | ---- |
| 683  | ↗896 | ↘598 | ↘485 | ↘401 |